# تپه‌های تاریخی سرخ کولان
تپه‌های تاریخی سرخ کولان مربوط به دوره سلجوقیان - دوره ایلخانی است و در شهرستان رودبار، بخش عمارلو، روستای پارودبار واقع شده و این اثر در تاریخ ۱۹ مرداد ۱۳۸۴ با شمارهٔ ثبت ۱۲۸۳۱ به‌عنوان یکی از آثار ملی ایران به ثبت رسیده‌است.